# 6426 Ванисек
6426 Ванисек (6426 Vanýsek) — астероїд головного поясу, відкритий 2 березня 1995 року.
Тіссеранів параметр щодо Юпітера — 3,489.